# Optical Network Unit

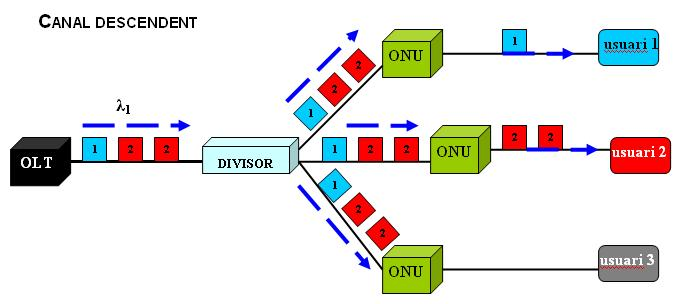
Liaison GPON, flux descendants vers les ONU de 3 abonnés

Pour les articles homonymes, voir ONU (homonymie).
L'optical network unit (abrév. ONU) est l'équipement utilisateur chargé de terminer la fibre optique dans un réseau d’accès à Internet de type FTTH. Il fait la conversion du signal optique en signal électrique.

## Images en rapport avec FTTH

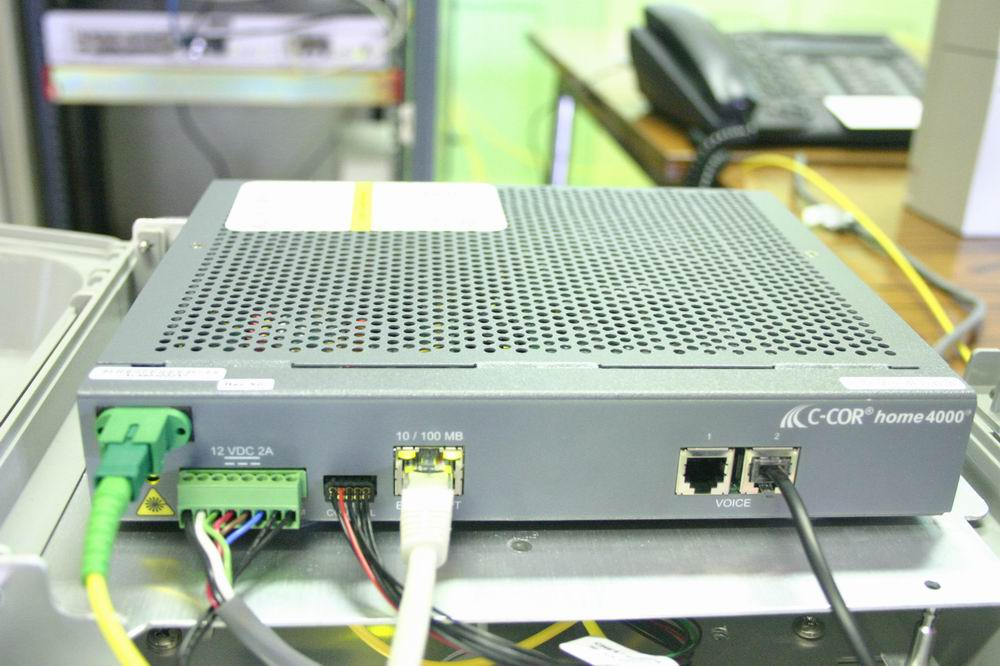
Boîte Abonné (ONU) Optical Network Unit qui équipe le village d'Hermillon (2008)
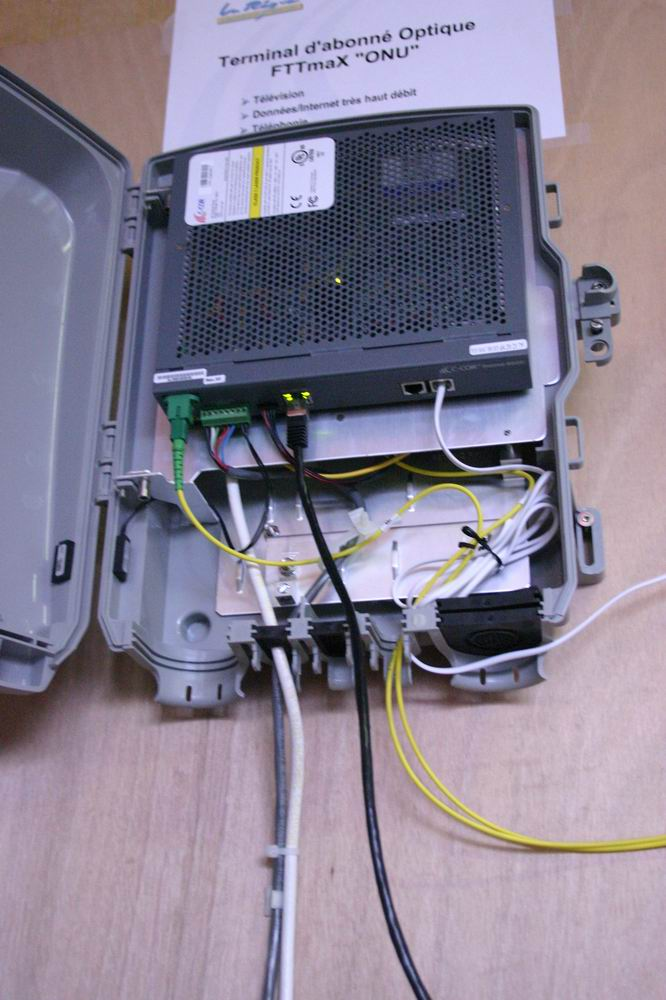
Boîte Abonné (ONU) Optical Network Unit qui équipe le village d'Hermillon (2008)